# Christina Große

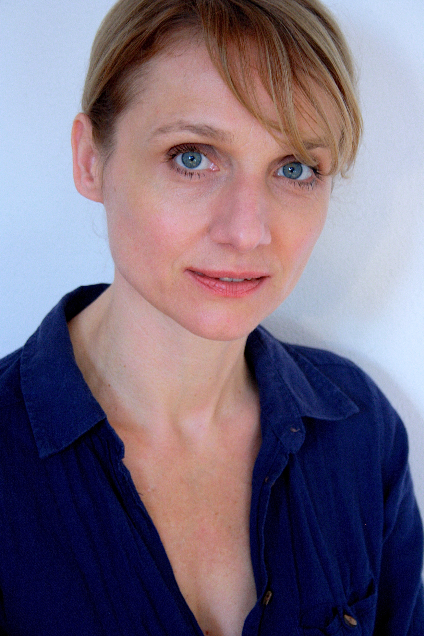
Christina Große (2015)

Christina Große (* 23. September 1970 in Blankenhain, DDR) ist eine deutsche Schauspielerin. Seit 1994 stand sie in über 120 Film- und Fernsehproduktionen vor der Kamera.

## Leben

### Ausbildung und Theater
Große durfte in der DDR nicht studieren und erlernte deswegen zunächst den Beruf der Psychiatriediakonin, bevor sie sich nach einer Begegnung mit Deborah Kaufmann entschied, von 1990 bis 1994 an der Hochschule für Film und Fernsehen „Konrad Wolf“ in Potsdam-Babelsberg Schauspiel zu studieren. 1992 erhielt sie den Förderpreis für Schauspielstudenten.
1993, während ihres Schauspielstudiums, debütierte Große am Berliner Ensemble unter Carmen Maja Antoni in deren Inszenierung von Bertolt Brechts Mutter Courage und ihre Kinder und war anschließend auch am Deutschen Theater Berlin in Michael Gruners Inszenierung Don Juan kommt aus dem Krieg des Schriftstellers Ödön von Horváth. Zu ihren wichtigsten Theaterregisseuren gehörten Armin Petras und Hans-Joachim Frank. Unter Petras spielte sie u. a. am Kleist-Theater Frankfurt (Oder) in Anton Tschechows Die Möwe  und an der Schaubühne am Lehniner Platz in George F. Walkers Theaterstück Suburban Motel. Frank besetzte sie in seinen Inszenierungen an seinem freien Theater 89 in Brechts Furcht und Elend des Dritten Reiches und Gäste.

### Film und Fernsehen

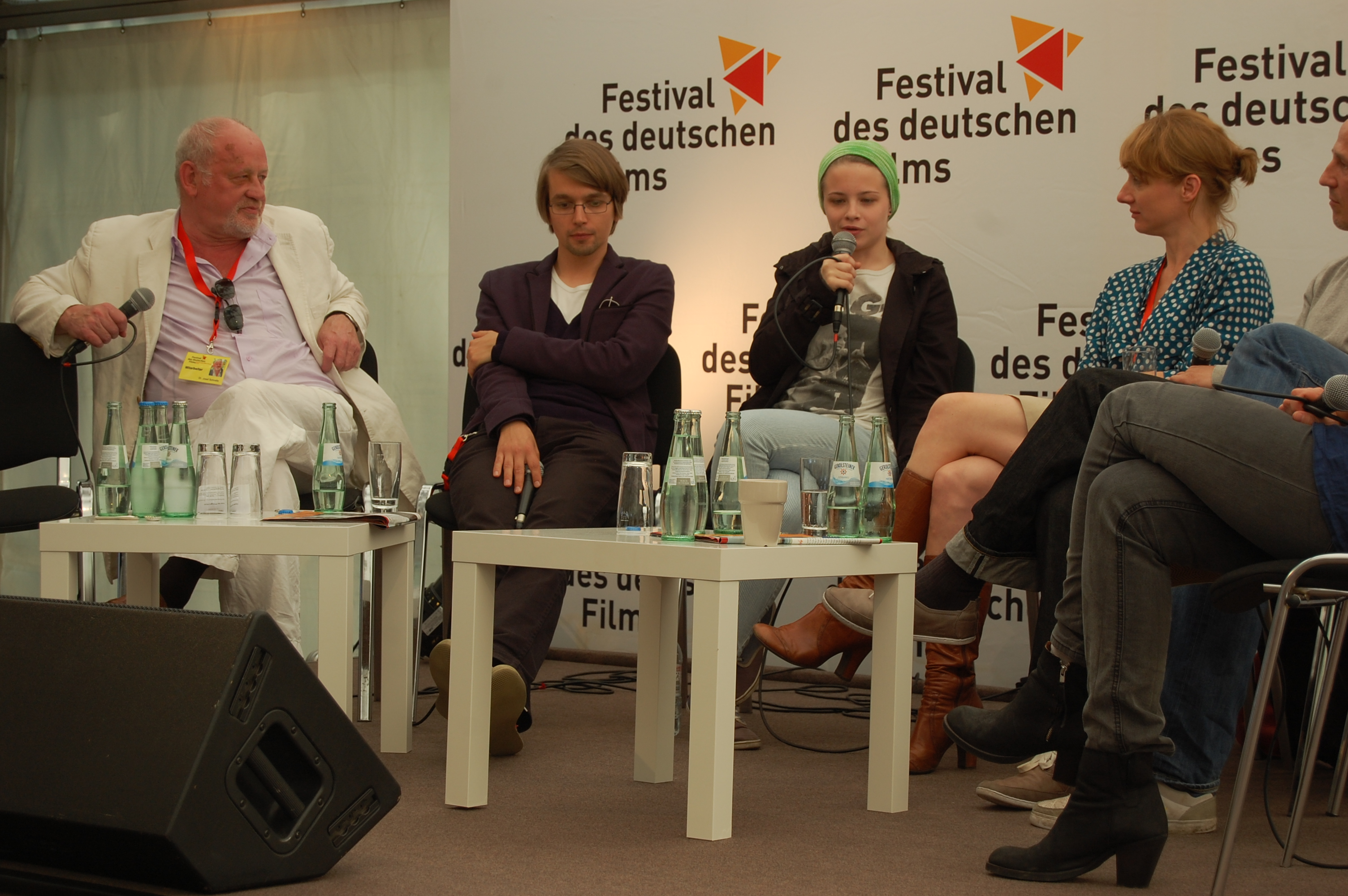
Christina Große (rechts) beim Filmgespräch zu Für Elise, Festival des deutschen Films 2012 in Ludwigshafen

1994 gab Große in Margarethe von Trottas Filmdrama Das Versprechen in einer kleineren Nebenrolle ihr Kinodebüt. Von 1995 bis 2002 übernahm sie bis zu ihrem Serientod in 17 Episoden der ZDF-Fernsehserie girl friends – Freundschaft mit Herz die Rolle der Tochter Heike des von Walter Sittler verkörperten Hoteldirektors Ronaldo Alexander Walter Schäfer. In der ZDF-Krimireihe Stubbe – Von Fall zu Fall spielte sie von 1997 bis 2000 neben Wolfgang Stumph in drei Episoden die Polizeipraktikantin und spätere Polizeimeisterin Heike Fuchs.
Seit den 2000er Jahren wirkt Große verstärkt in Film- und Fernsehproduktionen. So war sie etwa als Polizistin in der Fantasykomödie Julies Geist (2002), neben Karl Kranzkowski in der Hauptrolle der Prager Menschenschmugglerin Anita in Ein Schiff wird kommen, an der Seite von Bjarne Mädel und Peter Sodann als Ellen in der Filmkomödie Die Könige der Nutzholzgewinnung (2006) sowie in verschiedenen Kriminalfilmen und Fernsehserien- und reihen, so z. B. Bella Block, Wilsberg, Tatort, Polizeiruf 110, Ein starkes Team und die Comedyserie Der kleine Mann, die für den Deutschen Comedypreis 2009 nominiert wurde, zu sehen.
Nach einer Vielzahl an Nebenrollen besetzte Wolfgang Dinslage Große an der Seite von Jasna Fritzi Bauer als alkoholabhängige Krankenschwester Betty in dem Spielfilm Für Elise, für den sie eine Vornominierung für die Lola erhielt. Seitdem ist sie regelmäßig in Hauptrollen sowohl im Kino als auch im Fernsehen zu sehen, so spielte sie 2014 in Tim Tragesers Fernsehdrama Neufeld, mitkommen! die Mutter eines Sohnes, der an der Schule von seinen Mitschülern gedemütigt und gefoltert wird und erhielt von der Deutschen Akademie für Fernsehen die Auszeichnung für die „beste Hauptrolle“.
2015 war Große für den Grimme-Preis mit ihren Rollen in den Filmen Neufeld, mitkommen! (WDR), Spreewaldkrimi: Mörderische Hitze (ZDF), Be my Baby (ZDF) und weiteren Produktionen aus dem Sendejahr 2014 nominiert. Im gleichen Jahr verkörperte sie die Hauptrolle der am Asperger-Syndrom leidenden Sabine Waldmann in Karola Meeders Ein Sommer in Masuren. 2017 besetzte Stefan Krohmer sie als Pfarrerin Tabea in seinem Spielfilm Die Konfirmation, der im Rahmen der ARD-Themenwoche „Woran glaubst du?“ gezeigt wurde.
2018 und 2020 übernahm Große in den 2 Staffeln der Workplace-Sitcom Das Institut – Oase des Scheiterns die Hauptrolle der ignoranten und selbstüberschätzten Institutsleitung Dr. Eckart. In der vierteiligen ARD-Fernsehreihe Väter allein zu Haus spielte sie von 2019 bis 2021 die durchgehende Rolle der Michaela Schulte, die Lebensgefährtin des von Peter Lohmeyer dargestellten Haussanierers Gerd Frick.
Seit 2021 spielt Große neben Götz Schubert und Yvonne Catterfeld in der ARD-Krimireihe Wolfsland die durchgehende Rolle der Staatsanwältin Anne Konzak.
In Max Gleschinskis Filmdrama Alaska spielte sie 2023 die Hauptrolle einer Mittvierzigerin, die nach einer Zäsur in ihrem Leben beschließt, sich mit dem Kajak an die Orte ihrer Kindheit zu begeben. In dem im Oktober 2023 auf dem Filmfest Hamburg uraufgeführten Zweiteiler Unschuldig – Der Fall Julia B. verkörperte Große an der Seite von Thomas Loibl die „imaginierte“ Polizistin Jessica Strobeck. Im Dezember 2023 übernahm sie neben Anna-Lena Schwing und Andrea Sawatzki die Rolle der Königin Freya in dem deutsch-tschechischen Märchenfilm Rapunzel und die Rückkehr der Falken.

### Privates
Christina Große ist die Tochter eines Pfarrers und wuchs in Saalfeld/Saale auf. Sie hat zwei Söhne. Große lebt in Berlin.

## Filmografie

### Filme
- 1994: Das Versprechen
- 2002: Julies Geist
- 2003: Ein Schiff wird kommen
- 2003: Tod im Park
- 2005: Netto
- 2006: Die Könige der Nutzholzgewinnung
- 2007: Unter Mordverdacht – Ich kämpfe um uns
- 2007: Alle, Alle
- 2007: Ein verlockendes Angebot
- 2007: Partnertausch
- 2007: Du gehörst mir
- 2007: Kuckuckszeit
- 2008: Nacht vor Augen
- 2008: Mordgeständnis
- 2009: Meine Tochter und der Millionär
- 2010: Die Friseuse
- 2010: Cindy liebt mich nicht
- 2011: Der ganz große Traum
- 2011: Die Lehrerin
- 2011: In den besten Jahren
- 2012: Alleingang
- 2012: Mandy will ans Meer
- 2012: Glück
- 2012: Für Elise
- 2012: Wunschkind
- 2012: Der Klügere zieht aus
- 2013: Ich fühl mich Disco
- 2013: Willkommen auf dem Land
- 2013: Die Frau, die sich traut
- 2013: Sputnik
- 2013: Neufeld, mitkommen!
- 2014: Be my Baby
- 2015: Anderst schön
- 2015: Alki Alki
- 2015: Brief an mein Leben
- 2015: Ein Sommer in Masuren
- 2016: Letzte Ausfahrt Gera – Acht Stunden mit Beate Zschäpe
- 2016: Sanft schläft der Tod
- 2016: Familie Lotzmann auf den Barrikaden
- 2017: Ein Dorf rockt ab
- 2017: Die Konfirmation
- 2017: Das Leben danach
- 2018: Der süße Brei
- 2018: Petting statt Pershing
- 2018: Opa wird Papa
- 2019: Tage des letzten Schnees
- 2019: Sag du es mir
- 2020: Für immer Sommer 90
- 2021: Das Versprechen
- 2021: Zurück ans Meer
- 2021: Der Rebell – Von Leimen nach Wimbledon
- 2021: Mission Ulja Funk
- 2022: Orphea in Love
- 2023: Alaska
- 2023: Unschuldig – Der Fall Julia B. (Zweiteiler)
- 2023: Rapunzel und die Rückkehr der Falken
- 2024: Die Schule der magischen Tiere 3
- 2024: Bach – Ein Weihnachtswunder (Fernsehfilm)
- 2024: Das Märchen von der silbernen Brücke (Fernsehfilm)
- 2025: Comandante Fritz

### Fernsehserien und -reihen
- 1995: Doppelter Einsatz (Folge Ein Mittwoch)
- 1995–2002: girl friends – Freundschaft mit Herz (17 Folgen)
- 1997–2000: Stubbe – Von Fall zu Fall
  - 1997: Stubbe und Elli
  - 2000: Baby-Deal
  - 2000: Blattschuss
- 2000: Bella Block: Abschied im Licht
- 2004: Wilsberg: Tödliche Freundschaft
- 2005: Sperling und die Katze in der Falle
- 2005, 2010: SOKO Leipzig (verschiedene Rollen, 2 Folgen)
- 2005, 2013: SOKO Wismar (verschiedene Rollen, 2 Folgen)
- 2005: Tatort: Todesengel
- 2005: Tatort: Atemnot
- 2006: Das Duo: Auszeit
- 2006: Abschnitt 40 (Folge Vertrauensbruch)
- 2007: Post Mortem – Beweise sind unsterblich (Folge Grenzenlose Liebe)
- 2007: Notruf Hafenkante (Folge Lug und Trug)
- 2007, 2015: Der Kriminalist (verschiedene Rollen, 2 Folgen)
- 2007: Tatort: Spätschicht
- 2008: Dr. Psycho – Die Bösen, die Bullen, meine Frau und ich (5 Folgen)
- 2009: Der kleine Mann (8 Folgen)
- 2009: Polizeiruf 110: Fehlschuss
- 2010: Großstadtrevier (Folge Landpartie – Eine Frage der Ehre)
- 2010: Weissensee (6 Folgen)
- 2010: Tatort: Der letzte Patient
- 2011: Bella Block: Stich ins Herz
- 2011: Tatort: Edel sei der Mensch und gesund
- 2012: Flemming (Folge Gruppenspiele)
- 2012: Tatort: Borowski und der freie Fall
- 2012: Polizeiruf 110: Eine andere Welt
- 2013: Im Alleingang: Elemente des Zweifels
- 2013, 2018: Letzte Spur Berlin (verschiedene Rollen, 2 Folgen)
- 2014: Spreewaldkrimi: Mörderische Hitze
- 2014: 14 – Tagebücher des Ersten Weltkriegs (2 Folgen)
- 2014: Kommissarin Lucas – Der nette Herr Wong
- 2015: Ein starkes Team: Beste Freunde
- 2015: Weinberg (6 Folgen)
- 2017: Eltern allein zu Haus (Dreiteiler)
  - 2017: Die Schröders
  - 2017: Die Winters
  - 2017: Frau Busche
- 2017: Polizeiruf 110: Dünnes Eis
- 2017–2020: Das Institut – Oase des Scheiterns (16 Folgen)
- 2018: Lena Lorenz – Mutter für drei Tage
- 2018: Tatort: Waldlust
- 2018: Tatort: Sonnenwende
- 2018: Tatort: Die robuste Roswita
- 2019: Polizeiruf 110: Kindeswohl
- 2019: Tatort: Das Monster von Kassel
- 2019: Tatort: Angriff auf Wache 08
- 2019–2021: Väter allein zu Haus (4 Folgen)
  - 2019: Gerd
  - 2019: Mark
  - 2021: Timo
  - 2021: Andreas
- seit 2021: Wolfsland (als Staatsanwältin Anne Konzak)
  - 2021: Böses Blut
  - 2022: 20 Stunden
  - 2022: Das dreckige Dutzend
  - 2023: Das schwarze Herz
  - 2023: Tote schlafen schlecht
  - 2024: In der Schlinge
- 2021: Tatort: Wer zögert, ist tot
- 2021: Tilo Neumann und das Universum (8 Folgen)
- 2022: Tatort: Hubertys Rache
- 2022: Doppelhaushälfte (Folge Mediation)
- 2022: Der Usedom-Krimi: Schneewittchen
- 2023: German Genius (Folge Epiphany and Goethe)
- 2023: Nackt über Berlin (3 Folgen)
- 2025: Erzgebirgskrimi – Die letzte Note

## Auszeichnungen
- 1992: Förderpreis für Schauspielstudenten
- 2014: Preis der Deutschen Akademie für Fernsehen als beste Hauptdarstellerin in Neufeld, mitkommen!
- 2024: Preis der deutschen Filmkritik als beste Hauptdarstellerin in Alaska